# Cao nguyên Bolaven

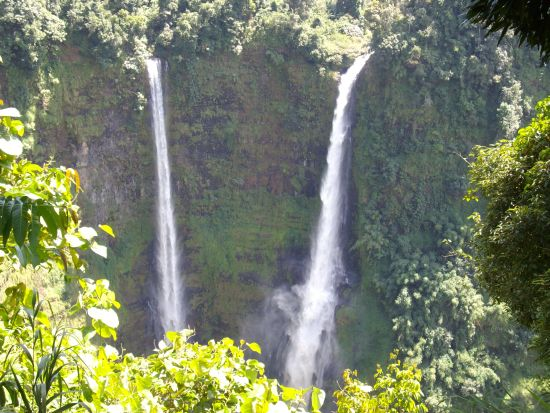
Thác Tad Fane, nằm ở cao nguyên Bolaven, có độ rơi khoảng 120 mét.

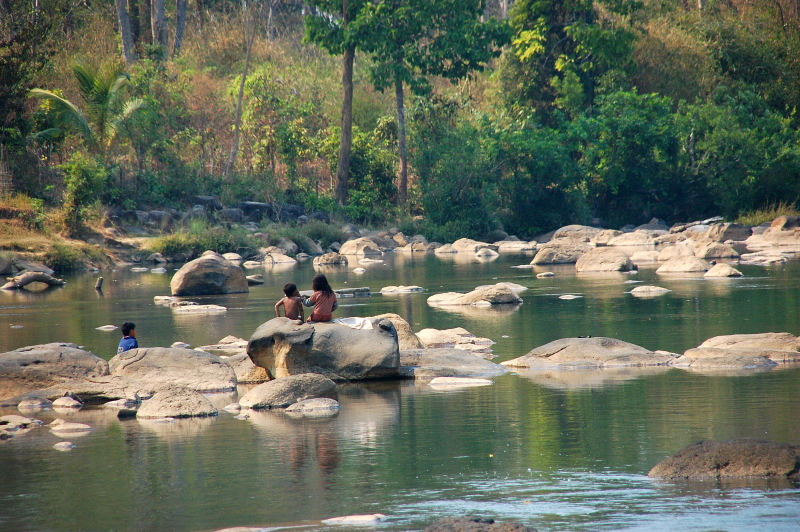
Thác Tad Lo ở cao nguyên Bolaven, Lào.

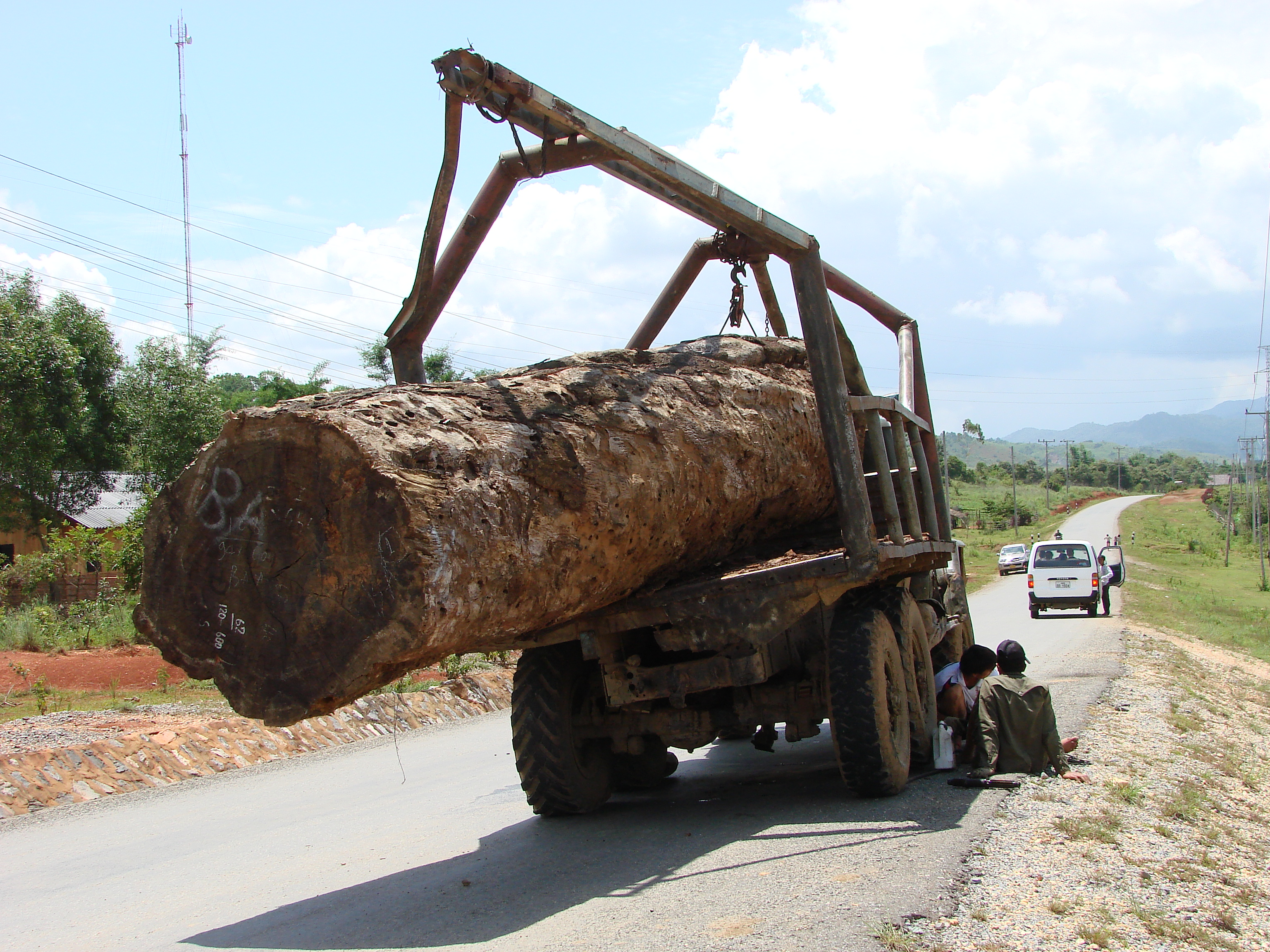
Xe chở gỗ trên cao nguyên Bolaven ở Nam Lào, vào tháng 6 năm 2009.

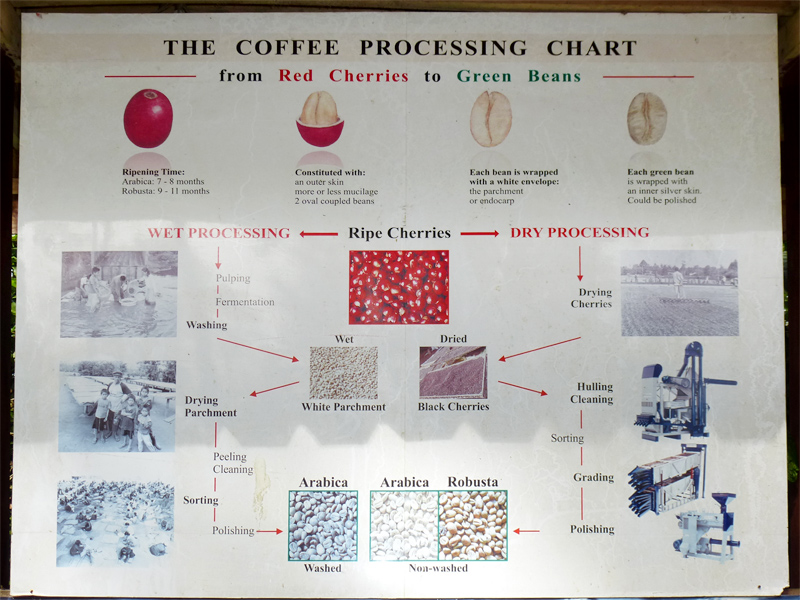
Quy trình chế biến cà phê ở cao nguyên Bolaven.

Cao nguyên Bolaven (chữ Anh: Bolaven Plateau) là một cao nguyên nằm ở phía nam Hạ Lào, về tổng quát cả cao nguyên nằm ở tỉnh Champasak, rìa nằm ở tỉnh Salavan, Sekong và Attapeu. Cao nguyên Bolaven toạ lạc ở giữa dãy núi Trường Sơn, phía đông là ranh giới của Lào và Việt Nam, phía tây có sông Mê Kông, có độ cao khoảng từ 1.000 đến 1.350 mét (3.280 đến 4.430 bước Anh) so với mặt nước biển. Trong cao nguyên có nhiều sông, đồng thời có rất nhiều thác nước với phong cảnh rất đẹp. Tên gọi Bolaven bắt nguồn từ tộc người Laven - sắc tộc chủ yếu ở khu vực này trong lịch sử, tuy nhiên, do sự di cư trong nước của người Lào (chiếm 50 - 60% cả dân số Lào) và cuộc kết hôn dị tộc ngày càng phổ biến, cho nên thành phần sắc tộc của khu vực này đã thay đổi rất lớn.
"Bolaven" - tên bão do Lào cung cấp, bắt nguồn từ cao nguyên Bolaven.

## Địa lí
Cao nguyên bolaven nằm ở trong địa phận bốn tỉnh: Champasak, Salavan, Sekong và Attapeu, nằm giữa sông Mê Kông và sườn tây đoạn phía nam dãy núi Trường Sơn. Cao nguyên có hình bầu dục, chiều tây bắc-đông nam dài 100 kilômét, chiều đông bắc-tây nam rộng 60 kilômét, chung quanh là vách đá dốc gần như thẳng đứng cao 1.000 mét, phần đỉnh có độ nhấp nhô nhẹ nhàng nghiêng từ tây bắc sang đông nam, điểm cao nhất cao 1.877 mét so với mặt nước biển. Xung quanh có hệ thống sông ngòi dạng toả tròn, hội tụ thành sông Xe Don và sông Xe Kong, rồi đổ vào sông Mê Kông. Lượng mưa trung bình hằng năm là 3.743 milimét, là khu vực có lượng mưa nhiều nhất tại Lào.
Cao nguyên Bolaven có các loại cây như dầu đỏ, điều nhuộm, giáng hương mắt chim, cây dẻ, đậu khấu, sa nhân đỏ, cây cà phê, nhựa cây,... cùng với các vườn rau và trang trại chăn nuôi bò, heo. Vào những năm 1970, nó từng là cơ sở trồng trọt hoa màu kinh tế nhiệt đới và khu chăn nuôi gia súc trọng điểm.
Dân cư thưa thớt, người Laven, người Suay và người Sou cư trú cùng với người Lào Theung. Thổ nhưỡng địa phương màu mỡ, do Nội chiến Lào, giao thông bất tiện và sâu bệnh trên cây trồng cản trở gieo trồng, hiện nay phần lớn vẫn là cây bụi và bãi cỏ cao, đồng thời có đường quốc lộ cắt xuyên qua.

## Ý nghĩa lịch sử
Cao nguyên Bolaven có ý nghĩa trọng yếu, nhất cử nhất động đều có ảnh hưởng trong lịch sử Lào, cho nên ba thời kì lịch sử gây ảnh hưởng trọng đại đối với khu vực này là thời kì thực dân Pháp, cuộc khởi nghĩa Ong Keo (en) và thời kì Chiến tranh Việt Nam.
Năm 1893, người Pháp lần đầu tiên chiếm đóng vùng đất phía đông sông Mê Kông, sau đó đã tiến hành những cuộc bành trướng quy mô nhỏ về phía bờ tây sông Mê Kông vào năm 1904 và 1907. Tầm quan trọng của ách thực dân Pháp tại Lào đối với cao nguyên Bolaven nằm ở, cư dân địa phương đã học được công nghệ sản xuất nông nghiệp từ trong tay của người Pháp. Từ điển lịch sử ghi chép rằng, người Pháp lúc bấy giờ đã gieo trồng cà phê ở khu vực này, đồng thời thử gieo trồng cây cao su, cho đến nay cao nguyên này vẫn là nơi sản xuất trọng yếu của các loại trái cây, rau và hoa màu kinh tế. Người Pháp sau khi đem canh tác nông nghiệp đến cao nguyên Bolaven vào đầu thế kỉ XX, cư dân địa phương mới đem khu vực này khai hoang phục vụ cho sản xuất nông nghiệp.
Thời kì thứ hai gây ảnh hưởng trọng đại cho khu vực này là thời kì cuộc khởi nghĩa Ong Keo. Cuộc khởi nghĩa này bùng phát vào năm 1901, cho đến năm 1907 cũng chưa thôi. Cuộc khởi nghĩa này là phong trào kháng chiến trọng đại của các phe phái người Lao Theung bản địa chống lại ách thực dân Pháp. Mặc dù không có nhiều tài liệu ghi chép về cuộc bạo động cách mạng nổi dậy ở cao nguyên Bolaven này, nhưng vẫn có thể nhìn ra, các nhà thực dân đã tạo ra cuộc xung đột rộng khắp và mãnh liệt ở khu vực này, cho nên cư dân địa phương mong muốn loại trừ ảnh hưởng này.
Cao nguyên Bolaven là một trong những khu vực bị oanh tạc nặng nề nhất trong Chiến tranh Việt Nam. Cuối niên đại 1960, sự oanh tạc của Mỹ ở khu vực này vô cùng tàn khốc. Hai bên Hoa Kỳ và Bắc Việt đều cho biết, việc kiểm soát cao nguyên Bolaven có sẵn ý nghĩa chiến lược trọng yếu, cho nên mãi đến ngày nay, khu vực này còn có số lượng đạn dược chưa nổ kinh sợ. Chính bởi vì nơi này có tồn tại số lượng lớn đạn dược chưa nổ, cho nên việc đi bộ hay chạy xe trên một số đường mòn chưa được đánh dấu ở khu vực này là hành động vô cùng nguy hiểm. Mặc dù đa số nhà cửa đã xây dựng lại, nhưng theo rất nhiều báo cáo nói rằng, ở một số địa phương vẫn có thể thấy được di tích bị tàn phá bởi bom đạn. Ngoài ra, do đường mòn hồ Chí Minh xuyên qua cao nguyên Bolaven, nên khiến cho khu vực này thu hút lượng lớn du khách, đồng thời khiến cho hậu thế tò mò chú ý.

## Văn hoá
Sắc tộc chủ yếu của cao nguyên Bolaven là người Laven, ngoài ra còn có sắc tộc thuộc ngữ tộc Môn-Khmer cư trú tại đây, bao gồm người Alak, người Cơ Tu, người Taoy và người Suay. Sắc tộc của khu vực này đa phần theo tín ngưỡng vạn vật hữu linh, một số còn lấy động vật coi là vật hiến tế. Tuy nhiên, do có một số nhóm sắc tộc giao lưu ngày càng nhiều với người Lao Loum nên bắt đầu tiếp nhận Phật giáo.

## Phát triển kinh tế
Có tài liệu ghi chép, cao nguyên Bolaven chủ yếu dựa vào nông nghiệp và du lịch làm nguồn thu kinh tế, cả hai đều đóng góp khá nhiều cho thu nhập của khu vực này.
Đầu thế kỉ XX, người Pháp lần đầu tiên đem nông nghiệp và công nghệ liên quan vào cao nguyên Bolaven, đồng thời còn mang đến cây cà phê, cao su và chuối. Sau này mãi đến bây giờ, nơi này là khu vực sản xuất các loại hoa màu kinh tế như trái cây, rau và tiểu đậu khấu. Trong đó, sự du nhập cà phê khiến khu vực này thu lợi tối đa.
Vào thời kì thực dân, người Pháp đã đem vào cà phê quả nhỏ và cà phê quả vừa với năng suất cao gieo giống, nhưng sản lượng sụt giảm lúc xảy ra chiến tranh, hiện đang phục hồi trở lại. Khí hậu của cao nguyên Bolaven mát lạnh, mưa nhiều, là vùng đất sản xuất cà phê cực kì tốt. Dân tộc thiểu số của vùng này đa phần lao động nông nghiệp là chính, hộ gia đình nông dân lấy trồng trọt cà phê là nguồn thu nhập chính, mức sinh hoạt của họ dựa vào sản nghiệp này. Trên cao nguyên Bolaven đã sinh trưởng hầu hết tất cả giống cà phê của cả nước Lào, sản lượng cà phê hằng năm của Lào khoảng 15.000 đến 20.000 tấn, trong đó 80% là cà phê quả vừa. Trong 20 năm qua, các cơ quan phát triển và chính phủ Lào hợp tác với nông dân địa phương, dốc sức tiến cử giống cà phê quả nhỏ có năng suất cao. Do mức giá của cà phê quả nhỏ gấp khoảng 2 lần cà phê quả vừa, điều này đã nâng cao đáng kể thu nhập của nông dân địa phương. Ngoài trồng cà phê ra, cao nguyên Bolaven cũng là địa điểm du lịch quan trọng.
Ngành du lịch mới nổi trở thành một nguồn thu nhập khác của cao nguyên Bolaven. Ví dụ như thông tin liên quan về dự án du lịch Viêng Chăn hay là SODETOUR Pakse được đăng trên mạng, đều sẽ cung cấp thông tin du lịch đến cao nguyên Bolaven, hành trình một ngày cũng có cho đến ba, bốn ngày cũng có. Phí đoàn được quyết định bởi quy mô và hành trình của đoàn tham quan. Do rất nhiều thắng cảnh không nằm ở hai bên đường, và lại không có biển báo chỉ dẫn, đối với du khách mà nói, nhờ một hướng dẫn viên là điều rất cần thiết. Ngành nghề tương quan với du lịch cũng phát triển nhanh chóng, bao gồm các dự án du lịch như ăn uống, nghỉ dưỡng và nông trường cà phê. Sự đổ dồn của du khách đã kích thích kinh tế của cao nguyên Bolaven, khiến nó ngày càng nổi tiếng.
Điểm tham quan du lịch của cao nguyên Bolaven bao gồm thác nước, thôn làng của cư dân bản địa thuộc dân tộc thiểu số và một số khu vực khác có ý nghĩa địa chính trị.
Cao nguyên Bolaven có nhiều thác nước, đếm không xuể. Thác Tad Lo, cách Pakse khoảng 90 kilômét (58 dặm Anh) về phía đông bắc, chật kín du khách, mặc dù độ rơi của thác nước chỉ có vài mét, nhưng phong cảnh cây cối um tùm chung quanh thác đẹp như tranh. Ngoài ra, trên đường đi Pakse, phía trước Paksong có thác nước Taat Fang (hoặc gọi là Dong Hua Sao), độ rơi đến 120 mét, là thác nước có độ rơi lớn nhất trong lãnh thổ Lào. Một con đường mòn được đánh dấu, thoải mái đi bộ, có thể dẫn ta đến chân thác.
Ngoài ra, thôn làng của cư dân bản địa thuộc dân tộc thiểu số cũng thu hút du khách càng ngày càng nhiều, cư dân của nơi này cũng hào hứng giới thiệu văn hoá của họ. Hướng dẫn viên cũng sẽ chỉ du khách điểm tham quan có thể tìm đến và thăm hỏi rằng, có một số thôn làng của người Alak, người Cơ Tu và người Suay cách khu nghỉ mát vài cây số, cũng nói cho du khách biết một số thông tin về chợ phiên, để cho du khách có thể trải nghiệm văn hoá cư dân bản địa tại những địa phương này, đồng thời có thể mua một số món đồ đặc sản văn hoá. Tính đa dạng của khu vực này cũng đã thu hút nhưng du khách mong muốn trải nghiệm phương thức sinh hoạt hoàn toàn khác biệt.

## Chú ý
1. ↑  Hạ Lào (chữ Anh: Lower Laos), chỉ khu vực phía nam của Lào, bao gồm năm tỉnh: Savannakhet, Salavan, Sekong, Attapeu và Champasak. Diện tích 69.700 kilômét vuông, dân số 1,255 triệu người (năm 1985). Địa thế đông cao tây thấp, phía đông là sườn tây dãy núi Trường Sơn, cao nguyên Bolaven, có nhiều loại tài nguyên nông lâm nhiệt đới, ví dụ như dầu đỏ, điều nhuộm, thiết mộc, trinh nam, đậu khấu, sa nhân đỏ, cây thuốc lá, cây cà phê, canh ki na, cây trà,... Có bãi cỏ rộng lớn để chăn thả gia súc. Phía tây là đồng bằng Savannakhet và đê địa Pakse, là cơ sở sản xuất ngũ cốc trọng yếu của Lào và là khu vực phát triển trọng điểm hoa màu kinh tế nhiệt đới.